# 17518 Redqueen
A 17518 Redqueen (ideiglenes jelöléssel 1992 YD) a Naprendszer kisbolygóövében található aszteroida. Natori Akira és Urata Takesi fedezte fel 1992. december 18-án.